# Kiatprawut Saiwaeo
Kiatprawut Saiwaeo (en tailandés: เกียรติประวุฒิ สายแวว, provincia de Ubon Ratchathani, Tailandia, 24 de enero de 1986) es un exfutbolista de Tailandia que jugaba en la posición de defensa.

## Carrera

### Club
| Periodo   | Club                      | Apariciones | Goles |
| --------- | ------------------------- | ----------- | ----- |
| 2005-2007 | Chonburi FC               | 57          | 2     |
| 2007-2008 | Manchester City FC        | 0           | 0     |
| 2008      | → Club Brugge KV (cedido) | 0           | 0     |
| 2009–2013 | Chonburi FC               | 39          | 2     |
| 2014–2017 | Chiangrai United          | 69          | 6     |
| 2017      | Chonburi FC               | 7           | 0     |
| 2018      | Police Tero FC            | 0           | 0     |

### Selección nacional
Jugó para Tailandia en 36 ocasiones de 2005 a 2010 participó en los Juegos Asiáticos de 2006 y en la Copa Asiática 2007.

## Logros

### Club
- Liga de Tailandia (1): 2007
- copa de Tailandia (1): 2017
- Copa Kor Royal (3): 2009, 2011, 2012

### Selección nacional
- Juegos del Sudeste Asiático (2): 2003, 2005